# Gábor Kis
Gábor Kis (ur. 27 września 1982) – węgierski piłkarz wodny. Złoty medalista olimpijski z Pekinu.
Igrzyska w 2008 były jego jedyną olimpiadą. W turnieju zdobył sześć bramek w siedmiu spotkaniach. Był wicemistrzem świata w 2007, srebrnym (2006) i brązowym (2008) medalistą mistrzostw Europy.